# 西尔维斯特·特纳
西尔维斯特·特納（英語：Sylvester Turner；1954年9月27日—2025年3月5日），美国律师、政治家，民主黨成員。德克萨斯州休斯敦第62任市长。特纳从1989年到2016年是德克萨斯州众议院议员。他曾就读于休斯顿大学和哈佛法学院。1991年，特納竞选休斯顿市长，但在决选中败给鮑勃·拉尼爾。他在2003年再次失利，得票排第三名，因此未能進入決選 。
特纳赢得了2015年休斯頓市長選舉，以212,696票中的4,082票击败了另一候選人比尔·金（Bill King），為休斯顿市長選舉中得票比率最接近的一次。
2019年12月14日，特纳在不到20%的登记选民中，以56%对44%的支持率擊敗立場更为保守的托尼·布茲比，赢得了他的第二个的市长任期。2024年當選為美國聯邦眾議員，接替希拉·傑克遜·李病逝後留下的席位。2025年3月5日參與時任美國總統唐納·川普參眾兩院聯席會議演說後曾就醫，當日返家後在家中過世。